# PG1159型星
PG1159型星（英語: PG1159 star）は、水素を欠く大気を持つ恒星の分類である。惑星状星雲の中心星から熱い白色矮星への遷移の段階にある。表面温度は約75,000Kから200,000Kと熱く、水素をほとんど持たず、ヘリウム、炭素、酸素の吸収線を持つ大気で特徴付けられる。表面重力は104から106m/s2である。未だヘリウムを燃料としているものもある, § 2.1.1, 2.1.2, Table 2.。名前は、Palomar-Green surveyで最初に発見されたPG1159型星であるプロトタイプのPG1159-035から名付けられた。
PG1159型星は漸近巨星分枝を離れて以降、ヘリウム核融合を再燃させているため、その大気組成は奇妙なものとなっている。結果として、PG1159型星の大気は、祖先の漸近巨星分枝星（AGB星）の水素燃焼核とヘリウム燃焼核の物質を混在させたものになっている, §1.。最終的には質量を失って冷え、DO型の白色矮星になると考えられている; , §4.。
いくつかのPG1159型星の光度は変化する。これらの恒星は、非放射重力波のパルスのため、明るさが5-10%程度変化する。300秒から3000秒のいくつかの固有振動で一斉に振動している, Table 1.。この種の恒星で最初に発見されたのもPG1159-035であり、1979年に振動が観測され、1985年に変光星の分類記号GW Virが与えられた。これらはおとめ座GW型変光星と呼ばれ、DOVとPNNVにさらに分類される, § 1.1;。